# Siri Bjerke
Siri Bjerke (født 19. juni 1958 i Oslo, død 11. februar 2012) var en norsk politiker (Ap). Bjerke studerede psykologi på Universitetet i Oslo.
Hun var suppleant til Stortinget for Oslo i perioderne 1997–2001 og 2001–2005. Hun var statssekretær i Udenrigsministeriet i Regeringen Gro Harlem Brundtland III og Regeringen Thorbjørn Jagland. Bjerke var fra 2000 til 2001 miljøminister i Regeringen Jens Stoltenberg I.
I perioden 2002 til 2005 var Bjerke direktør for erhvervspolitik i det norske erhvervslivs Hovedorganisation. Fra 2005 arbejdede hun som divisionsdirektør i Innovasjon Norge.

## Ekstern henvisning
- Stortinget – Biografi